# Franz Lustig
Franz Lustig (* 7. Oktober 1967 in Freiburg im Breisgau) ist ein deutscher Kameramann.

## Leben
Franz Lustig studierte an der Filmakademie Baden-Württemberg in Ludwigsburg. 1996 schloss er die Schule ab. Seit 1994 ist er vor allem in der Werbebranche als Kameramann tätig. Nach Kurzfilmen und Dokumentarfilmen engagierte ihn Wim Wenders als Kameramann für seine beiden amerikanischen Filme Land of Plenty 2004 und Don’t Come Knocking 2005 sowie für Palermo Shooting aus dem Jahr 2008.
Für Don't Come Knocking wurde er mit dem Europäischen Filmpreis als „European Cinematographer 2005“ ausgezeichnet. Sein Musikvideo Voodoo in my Blood von Massive Attack wurde 2017 beim polnischen Filmfestival Camerimage mit dem Golden Frog for Best Musicvideo ausgezeichnet.
Franz Lustig ist Mitglied der Deutschen Filmakademie und der Europäischen Filmakademie. Er ist mit der Filmeditorin Elena Bromund verheiratet. Das Paar lebt in Berlin und Los Angeles.

## Filmografie (Auswahl)
- 2003: Poem – Ich setzte den Fuß in die Luft und sie trug
- 2004: Land of Plenty
- 2005: Don’t Come Knocking
- 2008: Palermo Shooting
- 2013: How I Live Now
- 2019: Niemandsland – The Aftermath (The Aftermath)
- 2023: Anselm – Das Rauschen der Zeit (Dokumentarfilm)
- 2023: Perfect Days